# Dragomir Čiklić
Dragomir Čiklić je hrvatski bivši košarkaš.
Igrao je polovicom 1980-ih i početkom 1990-ih.

## Klupska karijera
Bio je igračem sastava Zadra koji je 1985./86. iznenadio apsolutnog favorita Cibonu predvođenu Draženom Petrovićem. Za Zadar su igrali: Darko Pahlić, Petar Popović, Milan Mlađan, Ante Matulović, Zdenko Babić, Draženko Blažević, Stojko Vranković, Veljko Petranović, Ivica Obad, Boris Hrabrov,. Tijekom prvenstva nastupili su i Dragomir Čiklić, Arijan Komazec i Stipe Šarlija. Trener: Vladimir Đurović, pomoćni trener: Branko Šuljak.